# Congress (Ohio)
Pour les articles homonymes, voir Congress.
Congress est un village américain situé dans le comté de Wayne, dans l’Ohio. Selon le recensement de 2010, sa population est de 185 habitants.